# Radosława
Radosława, Radsława, Redsława – staropolskie imię żeńskie, złożone z członu Rado- (motywowanego przez rad – „być zadowolonym, chętnym, cieszyć się” lub radzić – „troszczyć się, dbać o coś”) oraz członu -sława („sława”). Może ono oznaczać „tę, która troszczy się o sławę” albo „tę, która jest chętna do zdobycia sławy”. W źródłach polskich poświadczone w XII wieku, a w innym źródle: od XIII wieku (1265 r.).
Do staropolskich form pochodnych tego imienia zaliczają się również m.in.: Racsława, Racława, Ratsława, Recsława, Recława, Retsława, Rasława i Radochna.
Potocznie: Radka.
W Polsce imię nie jest popularne, w XXI wieku straciło na popularności. W marcu 2001 r. nosiło je 607 kobiet, natomiast w styczniu 2024 w rejestrze PESEL, wśród publicznie dostępnych danych dotyczących osób żyjących, wykazano 468 kobiet o imieniu Radosława nadanym jako imię pierwsze. Formę imienia Radochna nosi 28 kobiet, formy Racsława, Rasława i Recsława nie występują w rejestrze PESEL. 
Radosława imieniny obchodzi: 8 września i 9 września.
Męskie odpowiedniki: Radosław, Redosław, Radsław, Redsław.

## Imienniczki
- Radosława Mawrodiewa – bułgarska lekkoatletka.

## Imię Radosława w innych językach[10]
- łacina – Radoslava
- czeski – Radoslava, Radislava, Radslava
- rosyjski – Radoslava
- słowacki – Radoslava, Radislava
- słoweński – Radoslava.